# مارگارت کورت
مارگارت کورت (انگلیسی: Margaret Court؛ زاده ۱۶ ژوئیهٔ ۱۹۴۲) یک تنیس‌باز اهل استرالیا است. او سابقه ۲۴ قهرمانی در مسابقات گرند اسلم را دارد.